# Munshi Premchand
Munshi Premchand, प्रेमचंद (Lamhi , 31 juli 1880 – Benares, 8 oktober 1936) was een Indische schrijver van moderne Hindi en Urdu-literatuur. In India wordt hij erkend als een van de meest vooraanstaande schrijvers van zowel het Hindi als het Urdu gedurende de eerste helft van de 20e eeuw.

## Biografie
Premchand (Hindi: प्रेमचंद, Urdu: پریمچںد) werd geboren als de zoon van Munshi Ajaib Lal, een medewerker van een lokaal postkantoor, en zijn vrouw Anandi. Zijn ouders noemden hem altijd Dhanpat Rai (meester van welvaart/rijkdom) terwijl zijn oom, een rijke landeigenaar genaamd Mahabir, hem de bijnaam Nawab (Prins) gaf. Premchand gebruikte die tweede bijnaam als zijn eerste pseudoniem.
Premachands moeder overleed toen Premchand zeven jaar oud was. Zijn vader trouwde hierna opnieuw. Toen Premchand acht jaar oud was, begon hij met zijn opleiding in Perzisch en Urdu. Zijn leraar was een moslim die in het dorp zelf les gaf. Op zijn twaalfde voegde hij zich bij zijn vader in Gorakhpur, en bezocht voor het eerst de Rawat Pathshala. Hier leerde hij Engels. Vervolgens ging hij naar de mission school van Gorakhpur. Op zijn vijftiende keerde hij terug naar Lamhi, en ging studeren aan Queen's College in Benaras. Premchand trouwde op zijn vijftiende al met een meisje uit een naburig dorp, maar het huwelijk was een mislukking. Toen Premchant in 1899 het dorp verliet, keerde zijn vrouw terug naar haar dorp.
Premachands vader stierf toen Premachand zestien of zeventien was. Na de dood van zijn vader werd Premchand, die toen nog student was, verantwoordelijk voor zijn stiefmoeder en stiefbroers/zussen. De dood van zijn vader vertraagde zijn studie met een jaar.
Na zijn studie werd Premchand tijdelijk een leraar op de mission school in Chunar, maar werd ontslagen omdat hij “te onafhankelijk” was. Later werkte hij als sub-inspecteur van scholen in de toenmalige Verenigde Provincies van Agra. Tevens begon hij met het schrijven van korte verhalen.
in 1906, trouwde hij met Shivrani Devi. In 1910 werd hij door de districtsmagistraat in Gorakhpur op het matje geroepen vanwege zijn verzameling korte verhalen getiteld Soz-e-Watan, die als opruiend werd geëtiketteerd. Het eerste verhaal in deze verzameling was Duniya ka Sabse Anmol Ratan (Het kostbaarste juweel ter wereld), wat volgens hem “de laatste druppel bloed vergoten ten behoeve van de vrijheid van het land” was. Alle kopieën van Soz-e-Watan werden in beslag genomen en verbrand.
Aanvankelijk schreef Premchand in Urdu onder de naam Nawabrai, maar na de inbeslagname van Soz-e-Watan begon hij te schrijven onder de naam Premchand. Hij besloot een nieuwe draai te geven aan de Hindi-literatuur. Tot dusver bestonden vrijwel alle werken uit deze literatuur uit fantasieverhalen en religieuze werken. Premchand daarentegen schreef meer realistische verhalen. In totaal schreef hij meer dan 300 verhalen, een dozijn romans en twee toneelstukken. De verhalen zijn verzameld als Maansarovar.
In 1921 stopte hij met zijn werk voor de overheid, en ging werken als de eigenaar van een uitgeverij en als redacteur van literaire en politieke kranten (Jagaran en Hans). Hij werkte ook tijdelijk als scriptschrijver voor de filmindustrie van Bombay.
Premchand kreeg met zijn tweede vrouw drie kinderen: Sripat Rai, Amrit Rai en Kamla Devi Srivastava. Hij leidde een leven van financiële worstelingen.
Tijdens zijn laatste jaren werd hij zwaar ziek. Hij gebruikte het geld dat zijn vrouw beschikbaar stelde voor zijn genezing echter om zijn uitgeverij draaiende te houden. Tevens werkte hij nog aan een laatste boek, getiteld "Mangalsutra", dat hij nooit zou afmaken. Hij stierf op 55-jarige leeftijd.

## Literaire werken
Premchand heeft ongeveer 300 korte verhalen geschreven, verschillende romans, evenals enkele essays, brieven en toneelstukken. Veel van zijn werken zijn vertaald in het Engels en Russisch.
Godaan (Het geschenk van een koe), zijn laatste roman, wordt gezien als de beste Hindi-roman ooit.

### Bekende verhalen
- Panch Parameshvar (पंच परमेश्वर پںچ پرمیشور)
- Idgah (ईदगाह اِیدگاہ)
- Nashaa (नशा نشا)
- Shatranj ke khiladi (शतरंज के ख़िलाडी شترںج کے خِلاڈی) (The chess players)
- Poos ki raat (पूस की रात پُوس کی رات)
- Atmaram (आत्माराम آتمارام)
- Boodhi Kaki (बूढी काकी بُوڈھی کاکی) (The Old Aunt)
- Bade Bhaisahab (बडे भाईसाब بڈے بھائیساب) (The Elder brother)
- Bade ghar ki beti (बडे घर की बेटी بڈے گھر کی بیٹی) (The girl of an affluent family)
- Kafan (कफ़न کفن) (Shroud)
- Dikri Ke Rupai (दिक्रि के रुपै دِکرِ کے رُپے)
- Udhar Ki Ghadi (उधार की घडी اُدھار کی گھڈی)
- Namak Ka Daroga (नमक का दरोगा نمک کا دروگا)
- Panch Phool (पाँच फूल)
- Prem Purnima (प्रेम पूर्णिमा)
- Ram Katha (राम कथा)

### Romans
- Gaban (गबन)
- Sevasadan
- Godaan (गोदान)
- Karmabhoomi (कर्मभूमि)
- Kaayakalp (कायाकल्प)
- Manorma (मनोरमा)
- Mangalsootra (मंगलसूत्र), incomplete
- Nirmala (निर्मला)
- Pratigya (प्रतिज्ञा)
- Premashram (प्रेमाश्रम)
- Rangbhoomi (रंगभूमि)
- Vardaan (वरदान)

### Toneelstukken
- Karbala (कर्बला)

## Verfilmingen
- Sadgati (1981) (TV)
- Shatranj Ke Khilari (1977)
- Godhuli (1977)
- Oka Oori Katha (1977)
- Gaban (1966)
- Godaan (1963)
- Seva Sadan (1938) (gebaseerd op de roman Bazaar-e-Husn)
- Mazdoor (1934)
- Nirmala (TV Series, 1980s)
- Tahreer: Munshi Premchand ki (Doordarshan 2006)